# Vegetabiliskt fett
Vegetabiliskt fett är fett som kommer från växter. Stora mängder vegetabiliskt fett kan man finna i till exempel olivolja och andra vegetabiliska oljor, nötter och avokado. Vegetabiliskt fett är oftast omättat eller fleromättat och animaliskt fett är oftast mättat. Nästan alla vegetabiliska fetter är flytande i naturlig form, det vill säga matoljor. Kokosfett och kakaosmör smälter strax över rumstemperatur. Margarin tillverkas av vegetabiliskt fett som härdas för att bli mättat och fast.